# جاك ليرميت
كان جاك ليرميت (بالهولندية: Jacques l'Hermite) (حوالي 1582 - 2 يونيو، 1624)، المعروف أحياناً باسم جاك لو كليرك، تاجراً هولندياً ومستكشفاً وأدميرالاً معروفاً برحلته حول العالم بأسطول ناسو (1623–1626) وبحصاره وغزوه كالاو في عام 1624 خلال الرحلة نفسها التي مات فيها أيضاً. خدم شركة الهند الشرقية الهولندية كتاجر رئيس في بنتن وجزيرة أمبون في جزر الهند الشرقية الهولندية. سُمِّيت جزر هيرميت التشيلية قرب كايب هورن.